# Ella Palis
Ella Palis, née le 24 mars 1999 à Brou-sur-Chantereine en Seine-et-Marne, est une footballeuse internationale française évoluant au poste de milieu de terrain à Montpellier HSC.

## Biographie

### Carrière en club
Native de Seine-et-Marne, Ella Palis grandit près de Caen, à Verson où elle découvre le football à l'âge de six ans. Elle évolue ainsi avec les garçons de l'AS Verson, avant de rejoindre en 2014 les U19 de l'En avant Guingamp. Elle débute en D1 deux ans plus tard. Elle évolue quatre saisons au plus haut niveau avec l'En avant. Après deux années d'études en BTS assistante manager, elle se consacre pleinement au football lors de sa dernière année de contrat à Guingamp.
En juin 2020, elle signe un contrat de trois ans avec les Girondins de Bordeaux.

### Carrière internationale
Capitaine de l'équipe de France U19 lors de l'Euro 2018, Ella Palis compte également une sélection en U23.
Elle est appelée pour la première fois en équipe de France A par Corinne Diacre en février 2021 pour une double confrontation amicale face à la Suisse.  Le 23 février, elle entre en jeu lors du deuxième match (victoire 2-0) et vit sa première sélection.
En 2022, elle fait partie des 23 sélectionnées pour  disputer le Championnat d'Europe en Angleterre.

## Statistiques
| Saison                | Club                  | Championnat           | Championnat | Championnat | Coupe(s) nationale(s) | Coupe(s) nationale(s) | Total | Total |
| Saison                | Club                  | Division              | M.          | B.          | M.                    | B.                    | M.    | B.    |
| 2016-2017             | EA Guingamp           | Division 1            | 3           | 0           | -                     | -                     | 3     | 0     |
| 2017-2018             | EA Guingamp           | Division 1            | 19          | 0           | 1                     | 0                     | 20    | 0     |
| 2018-2019             | EA Guingamp           | Division 1            | 17          | 1           | 2                     | 0                     | 19    | 1     |
| 2019-2020             | EA Guingamp           | Division 1            | 13          | 1           | 3                     | 1                     | 16    | 2     |
| Sous-total            | Sous-total            | Sous-total            | 52          | 2           | 6                     | 1                     | 58    | 3     |
| 2020-2021             | Girondins de Bordeaux | Division 1            | 7           | 0           | 1                     | 0                     | 8     | 0     |
| 2021-2022             | Girondins de Bordeaux | Division 1            | 4           | 0           | 1                     | 0                     | 5     | 0     |
| 2022-2023             | Girondins de Bordeaux | Division 1            | 0           | 0           | 0                     | 0                     | 0     | 0     |
| Sous-total            | Sous-total            | Sous-total            | 11          | 0           | 1                     | 0                     | 12    | 0     |
| Total sur la carrière | Total sur la carrière | Total sur la carrière | 63          | 2           | 8                     | 1                     | 71    | 3     |

## Vie privée
Ella Palis est la sœur d'Alexandre, joueur du Hockey Club de Caen.